# Санкт-Петербургский горный университет
Санкт-Петербургский горный университет императрицы Екатерины II (Горный институт) — один из крупнейших вузов по горному делу и первое высшее техническое учебное заведение России.
Входит в категорию Национальный исследовательский университет России (2009).

## История
Инициатором открытия и начала строительства за собственные деньги первого в России Горного училища по подготовке специалистов горного дела является башкирский рудопромышленник Исмаил Тасимов, который в 1771 году обратился в Берг-Коллегию с инициативой об учреждении Горного училища: «…чтоб начальники заводов или надзиратели их трудов и промысла были знающие люди, ибо они часто спрашиваться должны, и от умного и сведущего охотее слушать наставления, нежели от глупого невежи, то просить, чтоб завести офицерскую школу, как здесь кадетские корпусы и академии…». На содержание училища «доколе последнее будет существовать» Исмаил Тасимов и члены «инициативной группы» обещали платить с каждого пуда поставленной ими руды по полуполушке из получаемой на неё платы, что послужило важным аргументом в пользу благоприятного отношения императрицы Екатерины II к этой инициативе. В докладе Сенату «О заведении горной школы» Берг-коллегия одобрила предложения башкир, причем признала «не только оное полезным, но и необходимо нужным для всего Горного корпуса».
21 октября (1 ноября по новому стилю) 1773 года Екатерина II утвердила решение Сената о создании первой высшей технической школы в России, которая была названа не кадетским корпусом, а Горным училищем, «дабы в оном заведении могли обучаться не только дворянские дети».
9 (20) июля 1774 года состоялось торжественное открытие Горного училища. Его воспитанники, принимавшиеся преимущественно из дворян и офицерских детей, подготавливались к службе в Берг-коллегии и вообще по горной части.

### Горный институт до революции
Официальные названия:
- 1773 — Горное училище
- 1804 — Горный кадетский корпус
- 1834 — Институт Корпуса горных инженеров
- 1866 — Горный институт
- 1896 — Горный институт Императрицы Екатерины II

### Горный институт после 1917 года
Официальные названия:
- 1917 — Горный институт;

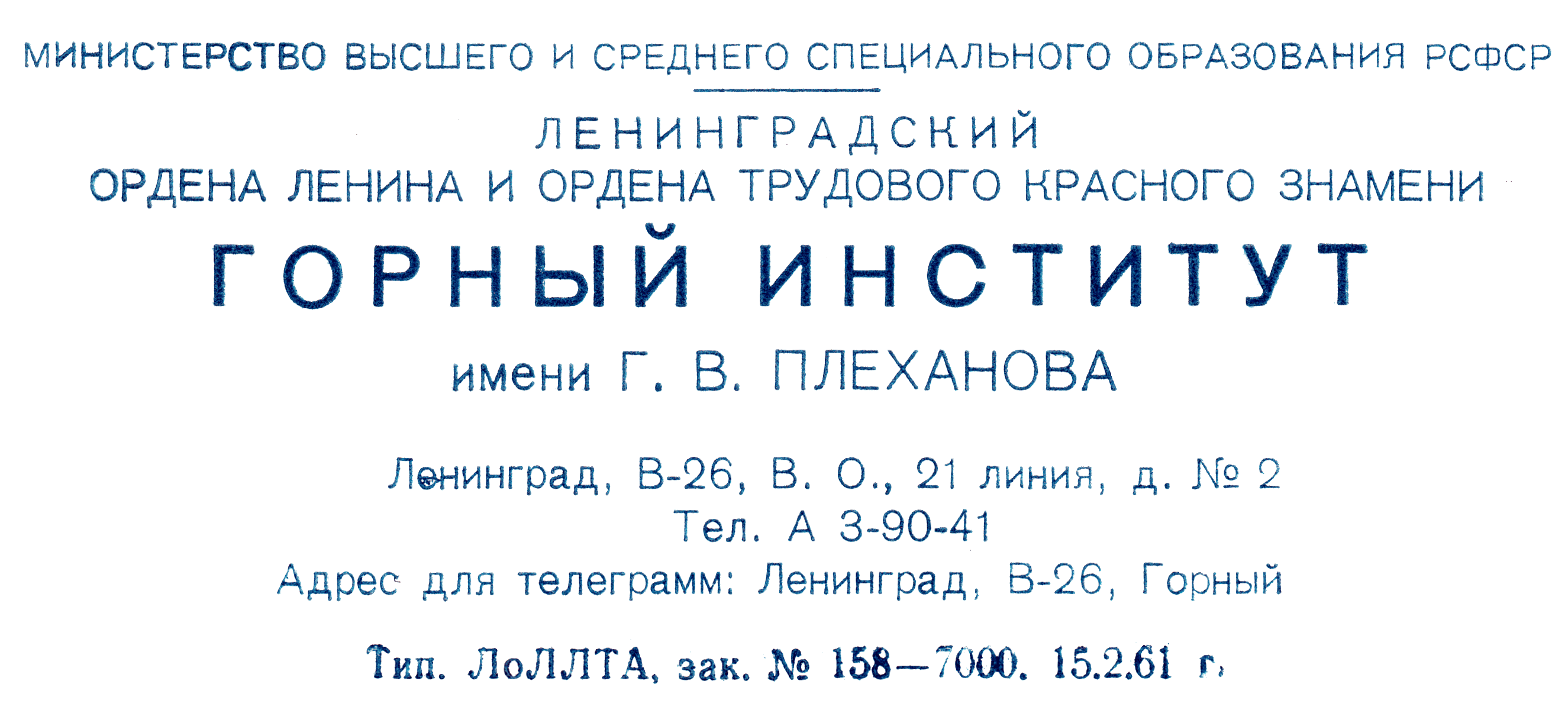
Бланк института 1961 года

- 1924 — Ленинградский горный институт;
- 1930 — Ленинградское высшее геологоразведочное училище (31 мая);
- 1930 — Ленинградский геологоразведочный институт и учебный комбинат (август);
- 1931 — Ленинградский горный институт (27 декабря);
- 1956 — Ленинградский горный институт имени Г. В. Плеханова[6]

### Горный институт после 1991 года
- 1992 — Санкт-Петербургский государственный горный институт имени Г. В. Плеханова;
- 2000 — Санкт-Петербургский государственный горный институт имени Г. В. Плеханова (Технический университет);
- 2011 — Санкт-Петербургский государственный горный университет (объединение с С-З ГЗТУ);
- 2012 — Национальный минерально-сырьевой университет «Горный»;
- 2016 — Санкт-Петербургский горный университет;
- 2023 — Санкт-Петербургский горный университет императрицы Екатерины II[7].

В 1919 году к Геологоразведочному, Горному и Горнозаводскому факультетам добавился — Гидромеханический.
В 1920 году при институте был открыт институт кристаллографии.
В 1921 году в горном институте был открыт рабочий факультет (рабфак).
В 1920—30-е года созданы научно-исследовательские институты: алюминиево-магниевый, механической обработки полезных ископаемых, маркшейдерский, техники разведки, геологический, разведочной геофизики и другие.
3 мая 1926 года отмечалось 150-летие института в зале Государственной филармонии.
24 мая 2023 года Владимир Путин подписал указ о переименовании Санкт-Петербургского горного университета. Теперь он будет называться Санкт-Петербургский горный университет императрицы Екатерины II.

### Форма одежды и знаки различия

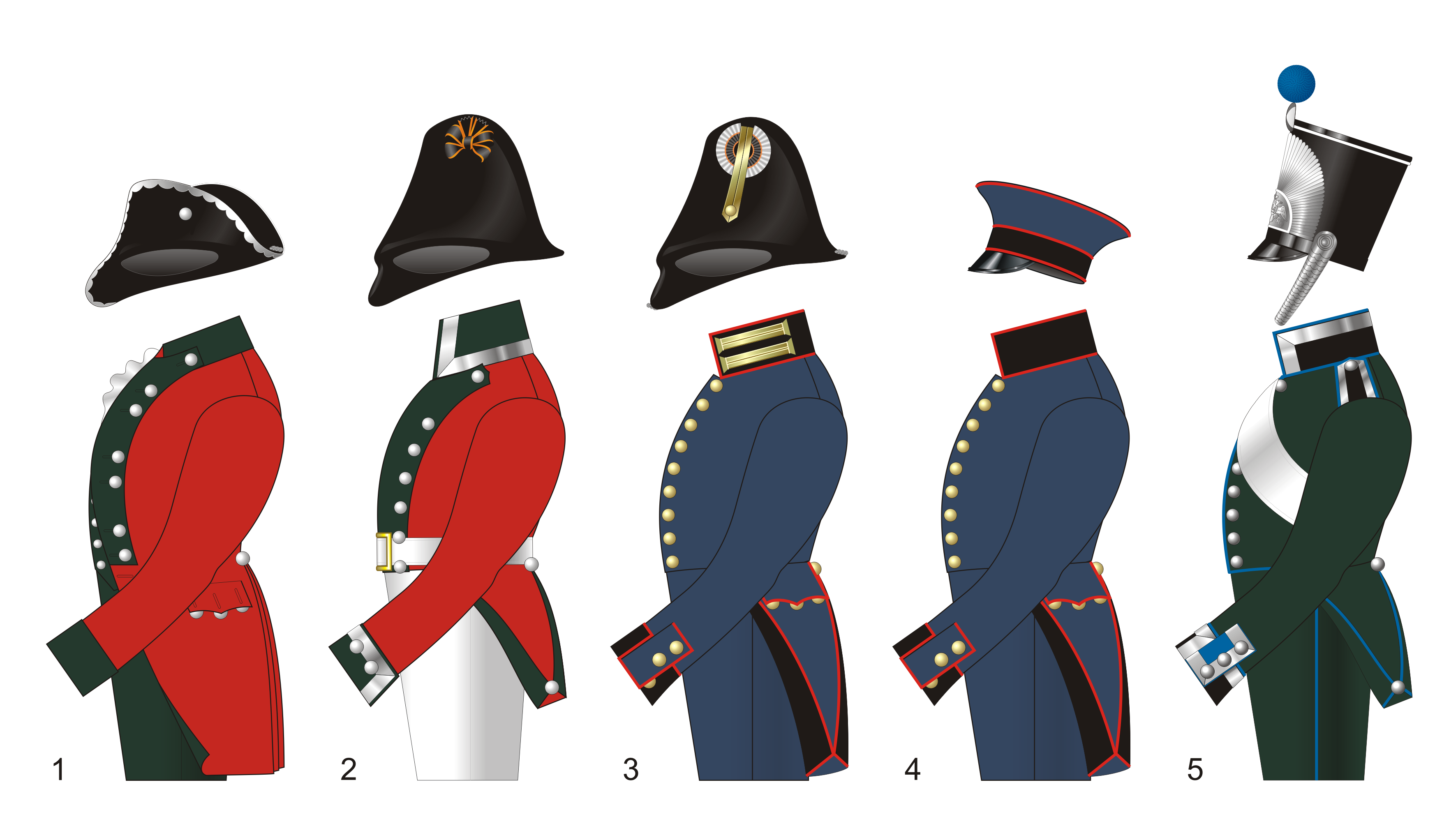
Униформа Горного института конца XVIII — середины XIX века:
1. Преподаватель Горного училища, 1794
2. Кадет (унтер-офицер) Горного кадетского корпуса, первоначальный образец, январь-март 1804
3. Студент (старших классов) Горного института, 1833—1834
4. Воспитанник младших классов института, 1833—1834
5. Кадет (унтер-офицер) Корпуса горных инженеров, 1834—1848

Обмундирование учащихся «строилось» по образцу кадет Артиллерийского и инженерного корпуса, но по цветам горного ведомства: красные кафтаны с белой отделкой и золотым прибором, а впоследствии с зелёным и серебром.
19 января 1804 года были утверждены устав, штат и табель новоучрежденного Горного кадетского корпуса. По табели обмундирования 60 кадетам полагались: парадный
мундир красного сукна с темно-зелеными лацканами и подкладкой и с посеребренными пуговицами; чёрный галстук; белые жилет и панталоны; башмаки с чулками или сапоги; поярковая шляпа «со связкою, чёрным шнурком и бантом».
Тесак с медным прибором и гарусным темляком носился в лопасти поясной портупеи. 10 унтер-офицеров имели серебряный галун на воротнике и обшлагах, замшевые перчатки с крагами и трость. Повседневная одежда состояла из серого сюртука с обтяжными пуговицами, серых камзола и штанов. Чиновники корпусного штата должны были иметь «особый мундир по данному на то образцу».
Можно предположить, что при утверждении этого образца высшее начальство обратило внимание на то, что красный цвет горного обмундирования уже не соответствует ни реалиям времени, ни сложившейся в империи системе мундиров. В результате появился указ от 24.III.1804 г. «О мундирах для чиновников Горного и Монетного ведомства и Горного кадетского корпуса», вводивший новые темно-синие мундиры. Вскоре было изменено и кадетское обмундирование (возможно даже, что красные мундиры, установленные январской табелью, так и не успели пошить). Впоследствии им были также присвоены кивера, но ни описание их, ни дата введения неизвестны.
Заведение имело военную организацию вплоть до 1860-х гг. После попытки преобразовать его в гражданское учебное заведение 10 марта 1833 г., Горный кадетский корпус был переименован в Горный институт, а воспитанники двух высших классов, вместо унтер-офицерского звания, получили наименование студентов. Мундир воспитанников сохранил цвета горного ведомства (темно-синий с черными воротником и обшлагами, красной выпушкой и желтыми пуговицами), но кивера, портупеи и тесаки были отменены, и вместо этого студентам было предписано носить треугольные шляпы, а прочим воспитанникам — фуражки по цвету мундиров. Студентам на воротниках мундиров полагались золотые петлицы по образцу Царскосельского Лицея. «Таковые же петлицы, но меньшего размера», могли быть присвоены за отличие, «по удостоению начальства», и воспитанникам низших классов. Описанная форма просуществовала не более одного учебного года до 1 января 1834 г., когда был учрежден Корпус горных инженеров.

## Руководство
Список руководителей за всю историю (по году назначения)
Директора Горного училища:
- 1773 — Соймонов, Михаил Фёдорович
- 1776 — Нарышкин Семен Васильевич
- 1777 — Нартов, Андрей Андреевич
- 1783 — Ярцов, Никита Сергеевич
- 1784 — Соймонов, Пётр Александрович
- 1793 — Попов, Василий Степанович
- 1795 — Нартов, Андрей Андреевич
- 1796 — Соймонов, Михаил Фёдорович
- 1801 — Алябьев, Александр Васильевич

Директора Горного кадетского корпуса:
- 1803 — Корсаков, Алексей Иванович
- 1811 — Дерябин, Андрей Федорович
- 1817 — Мечников, Евграф Ильич
- 1824 — Карнеев, Егор Васильевич

Директора Института Штаба Корпуса горных инженеров:
- 1834 — Чевкин, Константин Владимирович
- 1834 — Вейценбрейер, Карл-Густав Карлович
- 1841 — Шрейдер, Павел Петрович
- 1844 — Максимилиан Лейхтенбергский
- 1849 — Волков, Сергей Иванович
- 1866 — Гельмерсен, Григорий Петрович

Директора Горного института:
- 1872 — Кокшаров, Николай Иванович
- 1881 — Ерофеев, Василий Гаврилович
- 1885 — Воронцов, Николай Васильевич
- 1893 — Меллер, Валериан Иванович
- 1900 — Иосса, Николай Александрович
- 1901 — Лагузен, Иосиф Иванович
- 1903 — Коновалов, Дмитрий Петрович
- 1905 — Фёдоров, Евграф Степанович
- 1910 — Чернышёв, Феодосий Николаевич
- 1910 — Долбня, Иван Петрович
- 1912 — Шредер, Иван Фёдорович
- 1917 — Никитин, Василий Васильевич

Ректоры Горного института и университета:
- 1918 — Мушкетов, Дмитрий Иванович
- 1927 — Липин, Вячеслав Николаевич
- 1929 — Юзбашев, Павел Артемьевич
- 1930 — Янковский, Иван Васильевич
- 1931 — Черепов, Евграф Иванович
- 1932 — Волин, Владимир Федорович
- 1933 — Грачёв, Николай Васильевич
- 1937 — Суханов, Афанасий Филимонович
- 1938 — Коктомов, Николай Петрович
- 1939 — Емельянов, Дмитрий Сидорович
- 1951 — Суханов, Афанасий Филимонович
- 1953 — Казаковский, Дмитрий Антонович
- 1958 — Мустель, Павел Иванович
- 1963 — Келль, Лев Николаевич
- 1978 — Терновой, Владимир Иванович
- 1980 — Ерёмин, Николай Иванович
- 1983 — Проскуряков, Николай Максимович
- 1994 — Литвиненко, Владимир Стефанович

## Здания

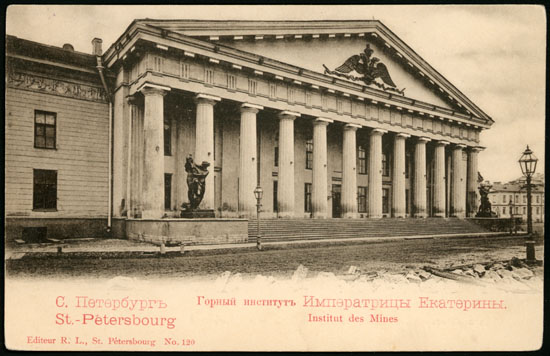
Фасад здания до 1917 г.

Корпус, выходящий фасадом на Неву, между 21-й и 22-й линиями Васильевского острова, был возведён в 1806—1811 гг. в стиле классицизма по проекту А. Н. Воронихина.
Церковь при институте построена по эскизам А. Н. Воронихина по проекту А. Е. Штауберта. Отремонтирована и возобновлена в 2004 году.
Корпус, выходящий фасадом на Средний проспект Васильевского острова, расположенный между 23-й и 24-й линиями. Бывшее здание ВНИМИ (Всесоюзного НИИ горной геомеханики и маркшейдерского дела РАН). Здесь располагается ряд кафедр строительного, горного, энергетического факультетов, а также Научный центр геомеханики и проблем горного производства. На территории имеется спортивный комплекс с бассейном.
С сентября 2015 года заработал новый ученический корпус (кампус), который занимает целый квартал между Наличной улицей, Малым проспектом и улицей Нахимова. Данный корпус предназначен не только для обучения студентов (в основном 1 и 2 курсы), но и для проживания, так как там имеется общежитие.
В 2016 Горному университету передан выявленный памятник архитектуры по адресу 18-я линия, дом 31. Бывший дом правления «Американского Товарищества пневматических машин -
Завод „Пневматика“», построенный в 1895—1910 годах архитектором фон Витте О. О.. С октября 2017 года в доме находится общежитие № 7. 

## Санкции
19 мая 2023 года, на фоне вторжения России на Украину, Санкт-Петербургский горный университет включён в санкционный список США так как он занимается исследованиями в области добычи и переработки сырья и сотрудничает с нефтегазовыми компаниями, кроме того университет «исторически напрямую поддерживал военные усилия» России, разрабатывая новые технологии металлов для использования в боевых действиях. Также США внесли в санкционный список ректора Владимира Литвиненко, отмечая что «состояние семьи Литвиненко в настоящее время составляет несколько миллиардов долларов». Ранее, 19 октября 2022 года, университет и ректор были внесены в санкционный список Украины.

## Награды
- 1944 — орден Ленина, за выдающиеся заслуги в области подготовки инженерных кадров для горной промышленности.
- 1948, 1 ноября — орден Трудового Красного Знамени, за достигнутые успехи в деле подготовки инженерно-технических кадров для народного хозяйства и в связи с 175 летием основания.
- 1973 — Орден Октябрьской Революции, в связи с 200-летием основания.

## Современный горный университет

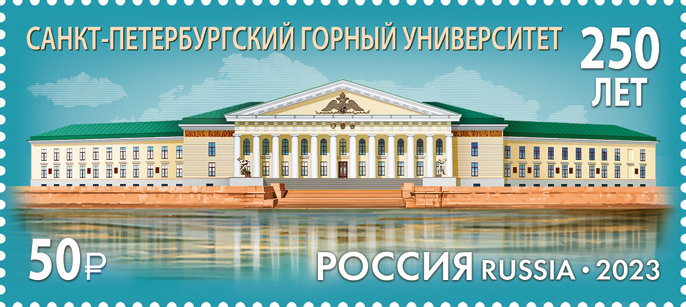
Санкт-Петербургский горный университет на почтовой марке России 2023 года ко 250-летию его основания

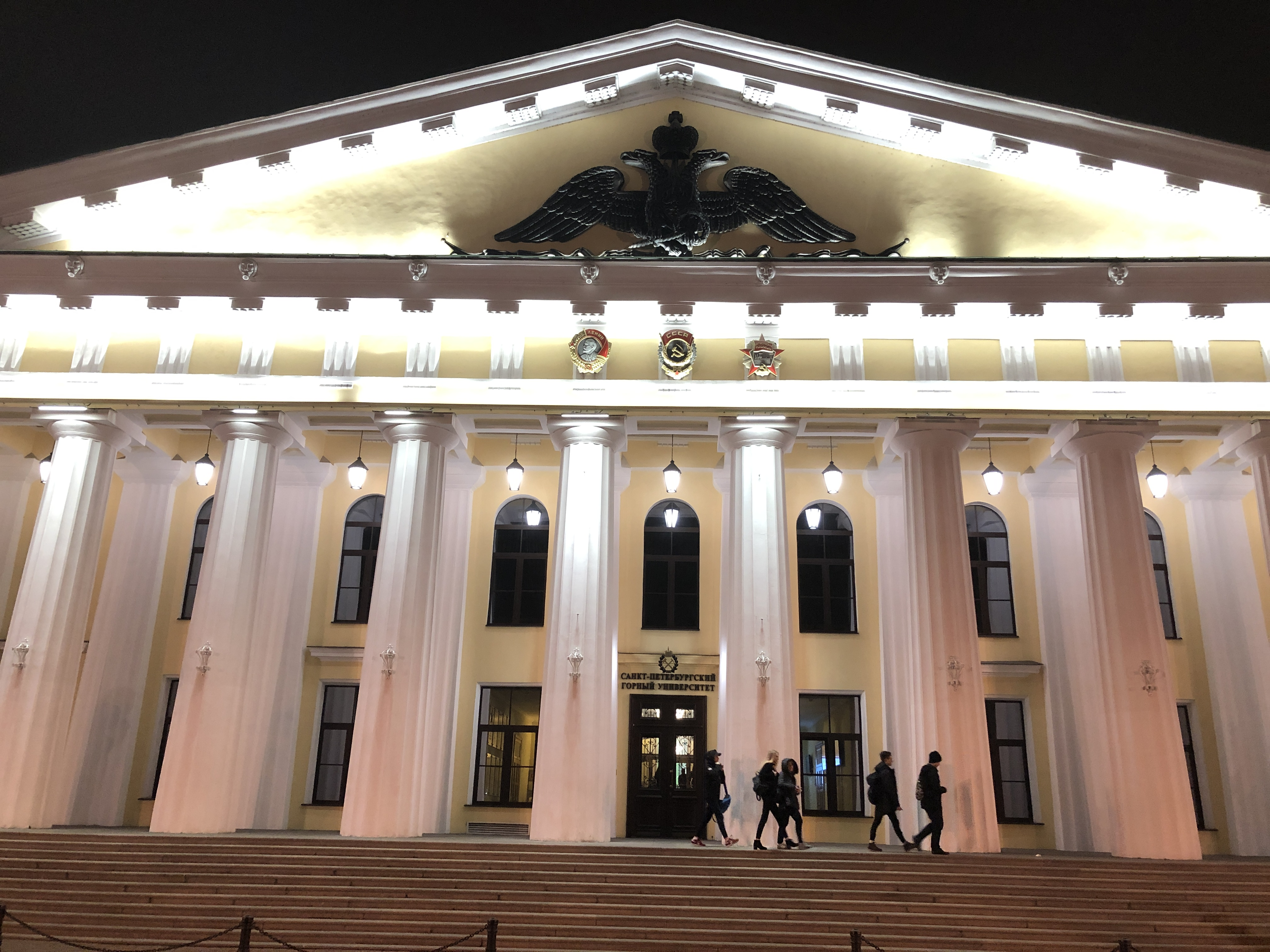

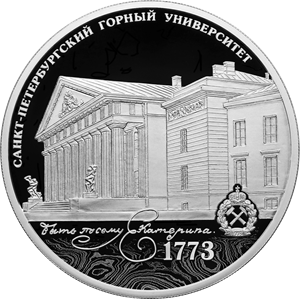
Монета Банка России — Серия: Исторические события: 250-летие Санкт-Петербургского горного университета

Вуз готовит специалистов для всех отраслей горно-металлургического и нефтегазового комплекса, геологической службы, промышленного и гражданского строительства России, стран ближнего и дальнего зарубежья. В Горном университете ведутся интенсивные исследования по основным проблемам развития сырьевой базы страны, рационального природопользования, разработки прогрессивных энергосберегающих технологий добычи и переработки полезных ископаемых.
В университете обучается 16,5 тысяч студентов по 97 направлениям и специальностям на 9 факультетах.
На 40 кафедрах и в филиалах работают свыше 120 докторов наук и профессоров, более 400 кандидатов наук и доцентов, более 30 академиков российских и международных академий.
Горный университет имеет высший государственный статус образовательной системы России, являясь особо ценным объектом культурного наследия народов России, награждён четырьмя правительственными наградами.

### Рейтинги
| Название рейтинга / Год публикации                                                   | 2015    | 2016    | 2017 | 2018 | 2019     | 2020      | 2021      | 2022            | 2023     |
| ------------------------------------------------------------------------------------ | ------- | ------- | ---- | ---- | -------- | --------- | --------- | --------------- | -------- |
| QS World University Rankings                                                         |         |         |      |      |          |           | 1001+     | 1001-1200       | 801-1000 |
| QS World University Rankings by Subject: Engineering — Mineral & Mining              |         | 51      | 15   | 16   | 19       | 18        | 12        | 7               |          |
| QS World University Rankings by Subject: Engineering — Petroleum                     |         |         |      |      |          |           | 101-150   | 51-100          |          |
| QS EECA University Rankings                                                          | 121-130 | 131     |      | 125  | 146      | 173       | 165       | 168             |          |
| QS BRICS University Rankings                                                         | 101-110 | 121-130 |      | 89   | 101      |           |           |                 |          |
| Times Higher Education World University Rankings                                     |         |         |      |      |          | 801-1000  | 401-500   | 401-500         |          |
| Times Higher Education World University Rankings by subject: Engineering             |         |         |      |      |          | 601-800   | 301-400   | 501-600         |          |
| Times Higher Education Emerging Economies University Rankings                        |         |         |      |      |          | 167       | 64        | 75              |          |
| Московский международный рейтинг «Три миссии университета»                           |         |         |      |      | 901-1000 | 1001-1100 | 1001-1100 | 801-900         |          |
| Рейтинг лучших вузов России RAEX-100                                                 |         | 33      | 36   | 44   | 39       | 36        | 33        | 31              |          |
| Предметный рейтинг вузов России RAEX: нефтегазовое дело                              |         |         |      |      |          |           |           | 1               |          |
| Предметный рейтинг вузов России RAEX: геология                                       |         |         |      |      |          |           |           | 2               |          |
| Предметный рейтинг вузов России RAEX: экология                                       |         |         |      |      |          |           |           | 2               |          |
| Предметный рейтинг вузов России RAEX: энергетическое машиностроение и электротехника |         |         |      |      |          |           |           | 5               |          |
| Предметный рейтинг вузов России RAEX: химические технологии                          |         |         |      |      |          |           |           | 6               |          |
| Предметный рейтинг вузов России RAEX: технологии материалов                          |         |         |      |      |          |           |           | 7               |          |
| Предметный рейтинг вузов России RAEX: машиностроение и робототехника                 |         |         |      |      |          |           |           | 8               |          |
| Национальный рейтинг Интерфакс                                                       | 46      | 30-33   | 23   | 27   | 25       | 23        | 24        | 29              |          |
| 100 лучших российских вузов по версии Forbes                                         |         |         |      |      |          | 30        | 10        |                 |          |
| Итоговый рейтинг вузов России по отзывам студентов                                   |         |         |      |      |          |           |           | «Зеленая метка» |          |

### Структура
В структуру Санкт-Петербургского горного университета входят 10 факультетов, 4 института, центр дополнительного профессионального образования, военный учебный центр и 1 представительство в г. Шахты Ростовской области. В состав вуза входят также крупные научные центры «Геомеханика», «Арктика», «Переработки ресурсов», «Экосистема» и несколько проблемных лабораторий.
| Геологоразведочный факультет Декан — Устюгов Дмитрий Леонидович. - кафедра геологии и разведки месторождений полезных ископаемых - кафедра геофизических и геохимических методов поисков и разведки месторождений полезных ископаемых - кафедра гидрогеологии и инженерной геологии - кафедра исторической и динамической геологии - кафедра минералогии, кристаллографии и петрографии - кафедра геологии нефти и газа Горный факультет Декан — Казанин Олег Иванович, профессор, доктор технических наук. - кафедра безопасности производств - кафедра взрывного дела - кафедра геоэкологии - кафедра разработки месторождений полезных ископаемых Механико-машиностроительный факультет Декан — Максаров Вячеслав Викторович, профессор, доктор технических наук. - Кафедра машиностроения - Кафедра метрологии, приборостроения и управления качеством - Кафедра материаловедения и технологии художественных изделий - Кафедра транспортно-технологических процессов и машин Нефтегазовый факультет Декан — Тананыхин Дмитрий Сергеевич, доцент, кандидат технических наук. - кафедра разработки и эксплуатации нефтяных и газовых месторождений - кафедра бурения скважин - кафедра транспорта и хранения нефти и газа Строительный факультет Декан — Деменков Петр Алексеевич, доцент, доктор технических наук. - кафедра инженерной геодезии - кафедра маркшейдерского дела - кафедра механики - кафедра архитектуры - кафедра строительства горных предприятий и подземных сооружений - кафедра землеустройства и кадастров - кафедра промышленного и гражданского строительства | Факультет переработки минерального сырья Декан — Петров Павел Андреевич, кандидат технических наук. - кафедра автоматизации технологических процессов и производств - кафедра металлургии - кафедра обогащения полезных ископаемых - кафедра общей и физической химии - кафедра химических технологий и переработки энергоносителей Институт базового инженерного образования Декан — Маховиков Алексей Борисович, доцент, кандидат технических наук. - кафедра высшей математики - кафедра философии - кафедра русского языка и литературы - кафедра общей и технической физики - кафедра начертательной геометрии и графики - кафедра информатики и компьютерных технологий - кафедра физического воспитания - кафедра истории - кафедра иностранных языков - кафедра информационных систем и вычислительной техники - кафедра социологии и психологии Экономический факультет Декан — Череповицын Алексей Евгеньевич, профессор, доктор экономических наук. - кафедра экономики, организации и управления - кафедра экономической теории - Кафедра информационных систем и вычислительной техники - кафедра системного анализа и управления Энергетический факультет Декан — Устинов Денис Анатольевич, доцент, кандидат технических наук. - Кафедра электроэнергетики и электромеханики - Кафедра теплотехники и теплоэнергетики - Кафедра общей электротехники - Кафедра электронных систем Факультет аспирантуры и докторантуры Декан — Васильев Владимир Викторович, доцент, кандидат технических наук. |